# Age
Age (abans Aja), a 1170 msnm, és una entitat de població del municipi de Puigcerdà (Cerdanya), del que dista 2 km. Ocupa un pla entre els rius Segre i Vanera o Llavanera, entre els pobles cerdans de Puigcerdà, Vilallobent, La Guingueta d'Ix i Palau de Cerdanya. El 2022 tenia 130 habitants. Age va formar un municipi fins a la seva incorporació a Puigcerdà el 1857.
El lloc fou donat pel Comte Guifré el Pilós al Monestir de Santa Maria de Ripoll. Aquest hi instaurà una pabordia, on hi visqué un monjo, que regia l'administració amb el nom de paborde d'Age.
El nucli antic del poble és molt compacte, amb carrers molt estrets que envolten la Plaça Major, on s'hi troba l'església de Sant Julià d'Age. Prop de la plaça, a l'encreuament entre el carrer Puigerdà i el carrer Pas, s'hi troba l'antiga escola, un edifici petit que ara fa de local social, envoltada per una zona d'esbarjo, amb parc infantil i pista poliesportiva.
Actualment, Age ha crescut molt degut a les urbanitzacions que, malgrat tot, han conservat l'estètica pirinenca del poble.

## Etimologia
“Age” es considera un topònim preromà bascoide o celta, possiblement derivat d’(h)agiu = “teix”, o bé llatí i provinent del verb agere = “ordenar, manar”, per bé que també sembla probable relacionar-lo amb el mot llatí que significa turó, força més en consonància amb l'emplaçament del nucli.
En els documents antics surten aquestes formes del nom: Aginnum, a. 982 (Abadal CC, ii, 172); Aginis, a. 1027; Age, a. 1194; Agia, segles XIII-XIV; Haja, a. 1391; Aya, segle xv (Botet Geogr. Gir. 925). És possible que sia germà del basc Aya, nom d'una vila de Guipúscoa. Podria relacionar-se amb el cèltic Aginnum, nom antic de l'actual ciutat francesa per Agen (cfr. Holder Altcelt. i, 58). Coromines s'inclina a un ètim Agĭnum, probablement cèltic; Guiter prefereix l'origen basc a base del sufix -egia (cf. «Bulletin Philologique et Historique», 1961, p. 340).

## Població
El nombre d'habitants del poble s'ha mantingut entre els 100 i els 150 habitants durant els darrers 20 anys, amb diverses fluctuacions.
| Gràfica de població d'Age durant els últims 20 anys | Gràfica de població d'Age durant els últims 20 anys | Gràfica de població d'Age durant els últims 20 anys |
| --------------------------------------------------- | --------------------------------------------------- | --------------------------------------------------- |
|                                                     |                                                     |                                                     |
|                                                     |                                                     |                                                     |
|                                                     | Font: Idescat                                       |                                                     |

## Sant Julià d'Age
Sant Julià d'Age és una església situada al centre del poble i inclosa en l'Inventari del Patrimoni Arquitectònic de Catalunya. És un edifici romànic que fou transformat el segle xviii per ampliar la capacitat d'acollida dels feligresos. Encara conserva uns llenços de paret en forma d'espiga (opus spicatum). En aquesta reforma es va suprimir l'absis, es va obrir una porta d'arc rebaixat i, a la banda de pont, s'hi va adossar l'edifici de la rectoria. Està documentada des de l'any 1027 on s'acredita la seva pertinença al monestir de Santa Maria de Ripoll.
A llevant, al lloc de l'antic presbiteri, s'hi va fer una ampliació l'any 1791, com ho indica la dovella central del portal, modificant completament la planta de l'edifici i invertint l'ordre direccional d'oest a est.
Com moltes esglésies romàniques ceretanes, al mur de ponent hi té un campanar de paret o d'espadanya amb dues obertures, de la mateixa amplada que el mur, però la casa del costat hi queda totalment adossada. A l'aparell dels murs es veuen elements de l'antic edifici romànic: murs en espina de peix o "opus spicatum".
A les cares nord i sud hi ha capelles afegides. És versemblant que la pabordia estigués unida a l'església i la porta d'entrada a la paret meridional.
Un retaule de la Mare de Déu de la Mercè presideix el presbiteri.

## Festes
A Age s'hi celebren dues Festes Majors. Una se celebra el segon diumenge de juny i l'altra a principis d'agost. També apareix documentada la Festa Petita d'Age, que se celebra el 9 de gener.